# Edmund Bolten
Edmund Bolten (* 14. August 1882 in Köln; † 7. April 1949 in Burscheid) war ein deutscher Architekt.

## Leben
Bolten war der Sohn des aus Mönchengladbach stammenden Architekten Gustav Bolten (1850–1910), der von den 1880er-Jahren bis 1905 als Lehrer und Professor an der Gewerblichen Fachschule bzw. Staatlichen Baugewerkschule in Köln wirkte. Dort absolvierte Edmund Bolten bis 1903 sein Studium der Architektur. Es folgten um 1906 Tätigkeiten als Mitarbeiter in den Architekturbüros von Otto Müller-Jena und Gustav Herbst.:57 Etwa 1910 ließ er sich als selbständiger Architekt in Rodenkirchen nieder, wo er bis zu seinem Umzug nach Köln 1912 in einem nach Plänen Müller-Jenas entstandenen Haus (Bismarckstraße 4) lebte. Sein Architekturbüro bestand aus einer Abteilung für Architektur und Kunstgewerbe und einer für Industriebauten.
Boltens Werk umfasst insbesondere zahlreiche Privathäuser in Köln und Umgebung, aber auch öffentliche und Geschäftsbauten sowie außerhalb von Köln wenige Kirchengebäude. Ein besonderer Schwerpunkt seiner Tätigkeit lag in der Gemeinde Rondorf (1975 in „Rodenkirchen“ umbenannt) im heutigen Kölner Süden, in der er von 1910 bis zum Zweiten Weltkrieg an der Planung von über 150 ausgeführten Bauten beteiligt war und somit zu den produktivsten Architekten in diesem Gebiet gehört. Zu seinen Hauptkunden zählte dort die in Sürth ansässige Firma Linde einschließlich ihrer Vorgängerfirmen, die ihn zwischen 1913 und 1943 mit zahlreichen Projekten beauftragte. Aus nicht bekannten Gründen gehört die Stadt Burscheid während seines gesamten Wirkungszeitraums zu den Orten, in denen die meisten der von Bolten entworfenen Gebäude liegen.

„Besonders vielseitig und phantasievoll erwies [Bolten] sich – als ob es seine besondere Leidenschaft sei – bei den exklusiven Wohnhäusern. Sie sind stets erstaunlich schlicht gehalten, sehr in der Tradition der jeweiligen Landschaft verhaftet und ganz im Sinne der damals von vielen Architekten verinnerlichten ‚Zeit um 1800‘, der Zeit von Johann Wolfgang von Goethe, gestaltet.“

Zu seinen bedeutendsten Projekten gehören die Anfang der 1930er-Jahre im heutigen Kölner Stadtteil Junkersdorf als Teil von Wohnsiedlungen entstandenen Ein- und Zweifamilienhäuser im Stil des Neuen Bauens, darunter die als Wohngebiet für gehobene Ansprüche gedachte und nur in Ansätzen realisierte „Gartenstadt Stadion“ (1930–1934), an deren Konzeption er gemeinsam mit den Architekten Ulrich Pohl, Heinrich Reinhardt (1883–1972) und Walter Reitz (1888–1955) beteiligt war. Bolten schloss sich im Rahmen größerer Bauprojekte wiederholt – wie für die „Gartenstadt Stadion“ – mit anderen Architekten zu Arbeitsgemeinschaften zusammen und engagierte sich in verschiedenen Wohnungsbaugesellschaften, darunter der „Gemeinnützigen Wohnungsbaugesellschaft e.G.m.b.H.“ in Rodenkirchen. Eine solche Zusammenarbeit ging er 1933 mit dem Bad Godesberger Architekten Karl Schwarz in Form der Arbeitsgemeinschaft „Bolten & Schwarz“ ein, die die Gartenstadt „Deichmanns Aue“ konzipierte.
Bolten war ab 1912 Mitglied im örtlichen Architekten- und Ingenieurverein. Für das Jahr 1913 ist eine Mitgliedschaft in der „Vereinigung für Kunst und Handel und Gewerbe Cöln“, die dem Deutschen Werkbund nahestand, bekannt. In den 1920er-Jahren wurde Bolten in den Bund Deutscher Architekten aufgenommen.
Familie
Edmund Bolten heiratete um 1912 Theresia Elfriede Küthe aus Düsseldorf. Die Ehe wurde 1930 geschieden. Ihr gemeinsamer Sohn, Werner Bolten, wurde ebenfalls Architekt und verstarb in den Jahren des Zweiten Weltkriegs in Lüdenscheid.

## Werk (Auswahl)

### Bauten in Köln
| Bauzeit   | Stadtteil               | Adresse                                                       | Bild | Objekt                                                         | Maßnahme                                                      | Anmerkungen                                                                                   |
| --------- | ----------------------- | ------------------------------------------------------------- | ---- | -------------------------------------------------------------- | ------------------------------------------------------------- | --------------------------------------------------------------------------------------------- |
| 1909      | Lindenthal              | Virchowstraße 19                                              |      | Villa                                                          | Neubau                                                        |                                                                                               |
| 1912–1913 | Marienburg              | Marienburger Straße 48 Lage                                   |      | Villa („Haus Ispert“)                                          | Neubau:494 f.                                                 | Denkmalschutz                                                                                 |
| 1914      | Lindenthal              | Heinestraße 28                                                |      | Wohnhaus                                                       | Neubau                                                        |                                                                                               |
| 1914      | Immendorf               | Godorfer Straße 2 Lage                                        |      | Immendorfer Schule                                             | Umbau und Erweiterung                                         | heute Vereinsheim; Denkmalschutz                                                              |
| um 1914   | Rodenkirchen            | Maternusstraße 39 Lage                                        |      | Wohn- und Geschäftshaus                                        | Neubau                                                        | Denkmalschutz                                                                                 |
| 1916      | Sürth                   | Carl-von-Linde-Straße 4 Lage                                  |      | Villa:226                                                      | Neubau:226                                                    | Denkmalschutz                                                                                 |
| 1919      | Marienburg              | Tiberiusstraße 14                                             |      | Villa (erbaut 1895–86):712–714                                 | Sanierung:712–714                                             | 1932 abgebrochen:712                                                                          |
| 1919–1921 | Rodenkirchen            | Hombergstraße 7 / Hauptstraße 25                              |      | Villa, Garagenhaus:57                                          | Neubau:57                                                     | abgebrochen:57                                                                                |
| 1920      | Rodenkirchen            | Uferstraße 20 Lage                                            |      | Halbvilla (erbaut 1910–13):44 f.                               | Umbau:44 f.                                                   | nur verändert erhalten:45                                                                     |
| 1921–1925 | Rodenkirchen            | Uferstraße 47 Lage                                            |      | Villa:57                                                       | Neubau:57                                                     | Denkmalschutz                                                                                 |
| 1922      | Rodenkirchen            | Sürther Straße / Moselstraße / Weißer Straße                  |      | Kleinwohnungskolonie der Eigenheim-Baugesellschaft:57          | Neubau                                                        | nur teilweise ausgeführt                                                                      |
| um 1923   | Rodenkirchen            | Friedrich-Ebert-Straße                                        |      | Kleinwohnungskolonie der Eigenheim-Baugesellschaft:57          | Neubau                                                        |                                                                                               |
| 1924      | Rodenkirchen            | Brückenstraße 21 Lage                                         |      | Villa („Albertinenhof“, späteres „Albertinenstift“):100        | Neubau:100                                                    | um 2000 stark verändert in den Neubau des „Caritas-Altenzentrums St. Maternus“ integriert:100 |
| 1924      | Rodenkirchen            | Brückenstraße 42 Lage                                         |      | Villa:100                                                      | Neubau:100                                                    | Denkmalschutz                                                                                 |
| 1924      | Mülheim                 | Sachsenbergstraße 3                                           |      | Werftanlage Gebr. Meyer: Erweiterungsbauten                    | Neubau                                                        | erhalten                                                                                      |
| 1925      | Rodenkirchen            | Maternusstraße 5                                              |      | Wohn- und Geschäftshaus der AOK                                | Neubau                                                        | nicht erhalten                                                                                |
| um 1925   | Rodenkirchen            | Mönchsgüterweg 4 Lage                                         |      | Sürther Metallwerk Ludwig Stöckelhuber: Verwaltungsgebäude:226 | Neubau:226                                                    | mit Veränderungen erhalten:226                                                                |
| 1927      | Sürth                   | Sürther Hauptstraße 178 Lage                                  |      | Verwaltungsgebäude der Firma Linde                             | Neubau                                                        | Denkmalschutz; 1999–2003 zum Wohn- und Bürokomplex umgebaut                                   |
| 1929      | Marienburg              | Lindenallee 62 Lage                                           |      | Halbvilla (erbaut 1906–07):440                                 | Umbau: Anbau eines Wintergartens:440 f.                       | Denkmalschutz                                                                                 |
| 1930–1934 | Junkersdorf             | Frankenstraße / Paul-Finger-Straße / Statthalterhofallee Lage |      | „Gartenstadt Stadion“                                          | Neubau (mit Ulrich Pohl, Heinrich Reinhardt und Walter Reitz) |                                                                                               |
| 1932–1934 | Junkersdorf/Müngersdorf | Drosselstraße / Vogelsanger Weg Lage                          |      | Wohnsiedlung „Am Vogelsang“                                    | Neubau                                                        |                                                                                               |
| 1933/1934 | Lindenthal              | Lortzingstraße 44–46 Lage                                     |      | Wohnhäuser                                                     | Neubau                                                        |                                                                                               |
| 1935      | Marienburg              | Tiberiusstraße 8 Lage                                         |      | Einfamilienhaus:708 f.                                         | Neubau (Bauherr: Otto Osterkamp, Erster Staatsanwalt):708     |                                                                                               |
| 1939–1941 | Altstadt-Nord           | Domkloster 2a Lage                                            |      | Dom-Hotel                                                      | Umbau                                                         |                                                                                               |
| 1948      | Marienburg              | Tiberiusstraße 8 Lage                                         |      | Einfamilienhaus:708 f.                                         | Wiederherstellung:708                                         |                                                                                               |

### Bauten außerhalb von Köln
| Planungsbeginn; Bauzeit | Gemeinde Ortsteil                 | Adresse                    | Bild | Objekt                                                   | Maßnahme                             | Anmerkungen                                                      |
| ----------------------- | --------------------------------- | -------------------------- | ---- | -------------------------------------------------------- | ------------------------------------ | ---------------------------------------------------------------- |
| um 1912/1913            | Burscheid                         | Bismarckstraße 8 Lage      |      | Villa Dr. Ispert                                         | Neubau                               | 1929–1998 Rathaus der Stadt Burscheid                            |
| 1927; 1929–1930         | Übach-Palenberg Ortsteil Boscheln | Roermonder Straße 130 Lage |      | Katholische Kirche St. Fidelis (Notkirche)               | Neubau                               |                                                                  |
| 1929–1930               | Burscheid                         | Ewald-Strässer-Weg 6 Lage  |      | Berufs- und Handelsschule („Rhein-Wupper-Handelsschule“) | Neubau                               | heute Rathaus der Stadt Burscheid (Altbau)                       |
| 1932                    | Bonn Ortsteil Rüngsdorf           | Rolandstraße 48 Lage       |      | Villa                                                    | Neubau (Bauherr: Heinrich Oettinger) | Denkmalschutz; bis 2001 Residenz des madagassischen Botschafters |

### Nicht ausgeführte Entwürfe
- um 1914:–9 Köln, Stadtteil Weiß, Wettbewerbsentwurf für eine katholische Kirche[2]
- um 1925:–9 Marl, Wettbewerbsentwurf für ein Pfarrhaus[1]
- um 1925:–9 Übach, Wettbewerbsentwurf für eine Volksschule (1. Preis)[1]
- 1939:–9999 Köln, Stadtteil Rodenkirchen, Wettbewerbsentwurf für eine Schule[2]

## Eigene Werkbände
- Edmund Bolten, Architekt B.D.A. Köln, Berlin o. J. (um 1923[1]).
- Edmund Bolten, Architekt B.D.A. Köln, Berlin o. J. (um 1927[1]).